# Nick Perrin
Nicolas „Nick“ Perrin (* 1977) ist ein Schweizer Jazz- und Flamencomusiker (Gitarre, Komposition).

## Wirken
Nicolaus Perrin studierte Musik an der Jazzabteilung der Hochschule für Musik und Theater Bern bei Ira Kriss, Francis Coletta und Christoph Borter. Als Gitarrist spielte er im Daniel Woodtli Trio (Someday in April 2003, djunsha 2006), bei Hello Truffle, Lyrix, MatterLive, in Gilbert Paeffgens Trio Hackbrettplus, im Martin Streule Jazz Orchestra (Water) und im Swiss Jazz Orchestra (Sincerely Yours, Live at Jazzfestival Bern). Mit Stewy von Wattenwyl veröffentlichte er 2006 auf dem Label Brambus das Duo-Album I Got a Right to Sing The Blues.
Perrin leitete sein eigenes Trio (Wes’ Side, 2003; Triologia, 2011) und seine Flamenco Jazz Group, mit der er zwei Alben veröffentlichte. Konzerte gab er auch im Duo mit der Flötistin Regula Küffer und im Quartett Küffer-Perrin-Schiavano-Gigena sowie mit dem Sänger Mato Saavedra aus Sevilla und Colectivo Flamenco.
Perrin unterrichtet Gitarre an der Swiss Jazz School Bern sowie an der Flamencoschule flamenco3.